# Józef Dionizy Minasowicz
Józef Dionizy Minasowicz, pseud. i krypt.: Br. Członek Honorowy; F. Y. Z.; J. D. M.; J. D. M. P. P. O. P. G., (ur. 3 października 1792 w Warszawie, zm. 26 sierpnia 1849 tamże) – referendarz stanu do Wydziału Przychodów i Skarbu Królestwa Kongresowego w 1834 roku, nadzwyczajny referendarz stanu Królestwa Kongresowego w 1830 roku, polski poeta, tłumacz, teoretyk literatury i prawnik.

## Życiorys
Był synem kupca Augusta (według innych źródeł: Augustyna) Minasowicza, z pochodzenia Ormianina – (nazwisko po ormiańsku brzmi Minasjan), właściciela sklepu korzennego i kamienicy przy Krakowskim Przedmieściu 443 w Warszawie. Brat Jana Klemensa – malarza, stryjeczny wnuk Józefa Epifaniego. Kształcił się w Liceum Warszawskim i na uniwersytecie w Lipsku, gdzie w latach 1810–1814 studiował prawo. Wrócił do Warszawy, zdał stosowny egzamin w Szkole Prawa i Administracji, dzięki czemu 1 sierpnia 1814 rozpoczął służbę rządową jako aplikant (Trybunał Cywilny Departamentu Warszawskiego). W roku 1815 mianowany został aplikantem honorowym przy rządzie Królestwa Polskiego. 1 lutego 1817 objął posadę tłumacza Prokuratorii, pełniąc równocześnie obowiązki sekretarza Towarzystwa Rolniczego. W latach 1818–1821 wykładał na Królewskim Uniwersytecie Warszawskim prawo handlowe i historię prawa rzymskiego. W roku 1819 otrzymał posadę zastępcy obrońcy sądowego Prokuratorii, a 2 lata później (1821) był już obrońcą sądowym. Przedstawiciel polskiej loży wolnomularskiej „Asteria”. W roku 1832 kupił od Wulfersów dobra Potycz koło Czerska. Był członkiem Warszawskich Departamentów Rządzącego Senatu, referendarzem stanu, kawalerem wielu orderów.
Minasowicz zmarł w Warszawie w roku 1849, w wieku 56 lat i został pochowany na cmentarzu Powązkowskim (katakumby, rząd 49-5).
Odznaczony Orderem Świętego Stanisława III klasy.

## Twórczość
Prawnik, poeta, tłumacz dzieł Schillera, Goethego (Król Olch), Horacego. Pierwszy przetłumaczył Odę do radości. Autor wiersza Modlitwa Pańska. Współpracował przy wydawaniu pierwszego polskiego czasopisma rolniczego „Pamiętnik Rolniczy Warszawski” (1817) i pierwszego polskiego pisma muzycznego „Tygodnik muzyczny” (1820-1821), które współredagował z K. Kurpińskim.

### Ważniejsze utwory
1. Świątynia nadziei w początku r. 1814[5], brak miejsca i roku wydania
2. Mowa przy obchodzie żałobnym po BB∴ Członkach spr∴ i dosk∴ Ś. Jana po nazwiskiem BB∴ Polaków Zjednoczonych, w przeciągu lat siedmiu przeniesionych do wieczności, na posiedzeniu tejże∴ w dniu 11 mca X. r∴ p∴ ś∴ 5816 odbytym, miane przez B∴ mówcę... i wiersz obrzędowy ułożony przez tegoż do muzyki B∴ Karola Kurpińskiego, na dzień powyższy przeznaczony[6], Warszawa 1816, wyd. następne: Obchód żałobny. Kantata do muzyki..., zobacz poz. 6, t. 1
3. O polskim Białego Orła orderze rzecz historyczna[7], powst. 1820, "Nowy kalendarz polityczny na rok 1821" i odb. Warszawa 1820
4. Pienia nabożne na coroczne tajemnic świętych obchody i Modlitwa Pańska w hymnie... oraz pienia do Mszy św. przez Alojzego Felińskiego napisane, wszystkie do śpiewania z organem przez Karola Kurpińskiego skomponowane, Warszawa 1825; także pt. Pieśni nabożne dla rzymsko-katolickiego chrześcijaństwa w Polsce..., Warszawa 1825; wyd. następne: Pieśni nabożne do śpiewania przy organie... Jako uzupełnienie pieśni A. Felińskiego do Mszy św... Wydanie wtóre; zobacz poz. 6, t. 1
5. Śpiew na dzień imienia najdoskonalszego B∴ Jana ant. Nofoka przew∴ M∴ K∴ Spr∴ i dosk∴ Bogini w Eleusis, w imieniu tejże∴ ułożony... Z muzyką Br∴ J. Kaszewskiego 5829/4 17, brak miejsca wydania (1829)
6. Twory[8][9][10][11], wyd. J. N. Bobrowicz, t. 1-4, Lipsk 1844; wyd. następne (tytułowe): Lipsk 1872; zawartość t. 1: poz. 2, 4; (Wiersze różne z lat 1812-1843, m.in. cykle) Wrażenia i dźwięki, Neńje, Triolety, Pamiątki dla Przyjaciół, Ona, Rodzina, Śpiewy stołowe, Bajki dla dzieci i nie dla dzieci (tu m.in.: hymn koronacyjny z roku 1825; Niech żyje król! czyli polskie God save the King, Dumka włościan Jabłonny o panu, do muzyki K. Kurpińskiego – pierwodruk "Tygodnik Muzyczny" 1820, nr 11); Przekłady poz. 12; zawartość t. 2: Kilka rad dla piszących poezje do śpiewania, a w szczególności dla tłomaczów tekstów operowych; Przekłady poz. 3-4; zawartość t. 3: Fraszki własne i naśladowane, 1812-1815; Pokosy, pomysły własne i innych; (Wiersze różne z lat: 1829, 1841, bez daty, m.in. cykle:) Fraszki po ulicy, Pięć napisów, Dwie szarady; Przekłady poz. 2, 5-10; zawartość t. 4: Przekłady poz. 1, 11
7. Wiersz na dzień imienin przewielebnego M. K∴ spr∴ i dosk∴ Św. Jana pod nazwą: Astrea. Najd∴ Br∴ Karola Woydy w imieniu tejże złożony przez Br∴ Członka honorowego z harm. B∴ Karola Kurpińskiego, brak miejsca i roku wydania.

Drobne utwory Minasowicza ogłaszano w czasopismach i zbiorach: "Album Malownicze" (1849); "Astrea"; "Biblioteka Warszawska"; "Pamiętnik Warszawski"; "Pamiętnik Rolniczy Warszawski" (1817); "Tygodnik Muzyczny" (1820-1821). Kilka wierszy przedrukował: J. Tuwim w: Księga wierszy polskich XIX w. t. 1, Warszawa 1956; P. Hertz w: Zbiór poetów polskich XIX w. księga 1, Warszawa 1959. Odpisy wierszy i prac Minasowicza znajdują się w rękopisach Biblioteki Jagiellońskiej, sygn. 3025, 3746, 3761.

### Przekłady
1. F. Schiller: Bogowie Grecji, powst. 1809, wyd. zobacz Ważniejsze utwory poz. 6, t. 4 (Przypiski); tłum. szkolne: w tymże tomie wersja z roku 1829
2. Różne przekłady młodociane (1810-1816), wyd. zobacz Ważniejsze utwory poz. 6, t. 3; przekł. z: Horacjusza, J. Dellile'a, Ch. F. Gellerta, F. von Hagedorna, O. Kopczyńskiego, F. Lope de Vega, M. K. Sarbiewskiego i in.; przekł. z Kopczyńskiego wyd. ponadto osobno: Do kongresu wiedeńskiego. Z łacińskiego, w dniu 1 października 1814, brak miejsca wydania 1814
3. C. W. Contessa: Zagadka. Igraszka dramatyczna w 1 akcie. Z niemieckiego... wierszem przełożona, wyst. Warszawa 23 marca 1816, wyd. zobacz Ważniejsze utwory poz. 6, t. 2
4. P. A. Wolff: Precjoza. Drama liryczne w 4 aktach. Z niemieckiego. (muzyka: K. M. Weber), wyst. Warszawa 17 marca 1827, wyd. Warszawa 1827; wyd. następne: Warszawa 1835, "Teatra Warszawskie Seria II" nr 5; wyd. 3 zobacz Ważniejsze utwory poz. 6, t. 2
5. J. N. Kamiński: Śpiewki wieśniacze z opery narodowej Krakowiaki i górale cz. II... Przekład miarowy niemiecki wykonał w r. 1827..., wyd. zobacz Ważniejsze utwory poz. 6, t. 3 (z dołączeniem tekstów oryginalnych)
6. Othello, czyli Murzyn z Wenecji. Trajedia liryczna we 3 aktach. Z włoskiego ściśle-miarowo przetłumaczona i pod muzykę J. Rossiniego podłożona, wyst. Warszawa 14 czerwca 1828, wyd. Warszawa 1828; wyd. następne zobacz Ważniejsze utwory poz. 6, t. 3 (pt. Otello. Opera we 3 aktach)
7. G. Delavigne, E. A. Scribe: Niema z Portici. Opera w 5 aktach... Z muzyką p. (D. F.) Auber, z francuskiego ściśle-miarowo tłomaczona i pod muzykę podłożona, wyst. Warszawa 15 stycznia 1831, wyd. Warszawa 1831 (2 wydania); wyd. następne: "wyd. 2" zobacz Ważniejsze utwory poz. 6, t. 3
8. A. Czajkowski: Przekład niemiecki miarowy wiersza... na dzień urodzin następcy tronu połączonych Królestw W. Brytanii i Irlandii, złożony wraz z pierwotworem polskim Królowej, przez autora poezji pierwotnej, powst. 1841, wyd. zobacz Ważniejsze utwory poz. 6, t. 3 (z dołączeniem tekstu oryginalnego)
9. J. W. Goethe: Kilka poezji, wyd. zobacz Ważniejsze utwory poz. 6, t. 3, (zbiór przekładów z lat 1815-1842)
10. Różne przekłady późniejsze (z lat 1825-1842), wyd. zobacz Ważniejsze utwory poz. 6, t. 3, (m.in.: z A. Lamartine'a)
11. F. Schiller: Poezje... po polsku cz. 1, wyd. zobacz Ważniejsze utwory poz. 6, t. 4 (ze słowem wstępnym); zbiór przekł. z lat 1812-1843; Nurek i Godność niewiast ogł. "Biblioteka Warszawska" 1816; Do radości ogł. "Biblioteka Warszawska" 1817.
12. Anakreon: Anakreontyki miarami własnego składu, wyd. zobacz Ważniejsze utwory poz. 6, t. 1
13. F. Schiller: Hrabia z Habsburga, "Biblioteka Warszawska" 1844, t. 3
14. E. Geibel: Głosy czasu... Powtórzył po swojemu F. Y. Z., Poznań 1845
15. F. Schiller: Przechadzki między lipami (z przedmową: Portret Schillera), "Album Malownicze", Warszawa 1849.

Drobne przekłady Minasowicza ogłaszano w czasopismach (jak wyżej: Ważniejsze utwory).

### Wydania zbiorowe
- Twory, wyd. J. N. Bobrowicz, t. 1-4, Lipsk 1844; wyd. następne (tytułowe): Lipsk 1872; zobacz Ważniejsze utwory poz. 6.

### Materiały
1. Odezwa do Komisji Wyznań i Oświecenia z 1830, wyd. T. Wierzbowski w: Materiały do dziejów piśmiennictwa polskiego t. 2, Warszawa 1904
2. Mowa wygłoszona w imieniu swoim i przyjaciół do Magdaleny Łuszczewskiej, luty 1848, autograf w Bibliotece Narodowej, sygn. 7105.

Pisma urzędowe Minasowicza, pisane w imieniu Prokuratorii generalnej, odnotował Estreicher III (1876), 139.